# سفارة بلغاريا في المملكة المتحدة
سفارة بلغاريا في المملكة المتحدة هي أرفع تمثيل دبلوماسي لدولة بلغاريا لدى المملكة المتحدة. تقع السفارة في مدينة وستمنستر وهي تهدف لتعزيز المصالح البلغارية في المملكة المتحدة.

## وصلات خارجية
- قائمة سفارات بلغاريا
- قائمة السفارات في المملكة المتحدة